# Jules Canneel
Jules-Marie Canneel jr. (Brussel, 21 april 1881 – aldaar, 24 september 1953) was een Belgisch schilder, tekenaar en karikaturist.

## Leven en werk
Jules Canneel was de oudste zoon van ingenieur Jules-Marie Canneel sr. (1857-1940) en Marie Eugénie Emilie Van Langenhoven. Hij was een buitenechtelijk kind en werd in 1885 bij hun huwelijk erkend. Zijn vader was architect en vanaf 1894 leraar architectuur aan de academie in Sint-Gillis, hij schilderde en tekende ook. Uit de familie Canneel waren ook andere kunstzinnige leden afkomstig, zoals Jules' grootvader, de schilder Théodore-Joseph Canneel en zijn eigen broers Eugène, Jean, en Marcel Canneel die beeldhouwer of schilder werden. Hij studeerde aan de de Koninklijke Academie voor Schone Kunsten van Brussel (1907-1913) als leerling van Ernest Blanc-Garin en Constant Montald. Tijdens de Eerste Wereldoorlog werd Canneel krijgsgevangen gehouden in Nederland. Canneel schilderde en tekende in impressionistische stijl figuren, naakten, landschappen, stadsgezichten en stillevens. Hij werd daarin geïnspireerd door zijn reizen door Europa en het noorden van Afrika. Hij was columnist en karikaturist voor het tijdschrift "Pourquoi Pas?" en als cartoonist voor Le Soir. Met zijn tekeningen en karikaturen illustreerde hij werken van onder anderen Eugène Herdies, Pierre Loti en Maurice Maeterlinck.
Jules Canneel werd onderscheiden in de Kroonorde en werd in 1936 benoemd tot ridder in de Orde van de groothertog Gediminas van Litouwen. Hij was getrouwd met Sylvia Lefèvre en hertrouwde na scheiding met zangeres Mady Purnode (1899-1977).
- International Standard Name Identifier: 0000 0000 6707 9164
- Library of Congress Control Number: nr97033037
- RKD-Nederlands Instituut voor Kunstgeschiedenis: 15116
- Système universitaire de documentation: 223361380
- Union List of Artist Names: 500201713
- Virtual International Authority File: 63915844
- WorldCat: E39PBJk96DdMDCrgHkQkDqpByd